# Caccodes durangoensis
Caccodes durangoensis es una especie de coleóptero de la familia Cantharidae.

## Distribución geográfica
Habita en México.